# Tetranychus katbergensis
Tetranychus katbergensis är en spindeldjursart som beskrevs av Meyer 1974. Tetranychus katbergensis ingår i släktet Tetranychus och familjen Tetranychidae. Inga underarter finns listade i Catalogue of Life.